# Léré, Cher

Léré este o comună în departamentul Cher, Franța. În 1 ianuarie 2022 avea o populație de 1.095 de locuitori.